# Kältekopfschmerz

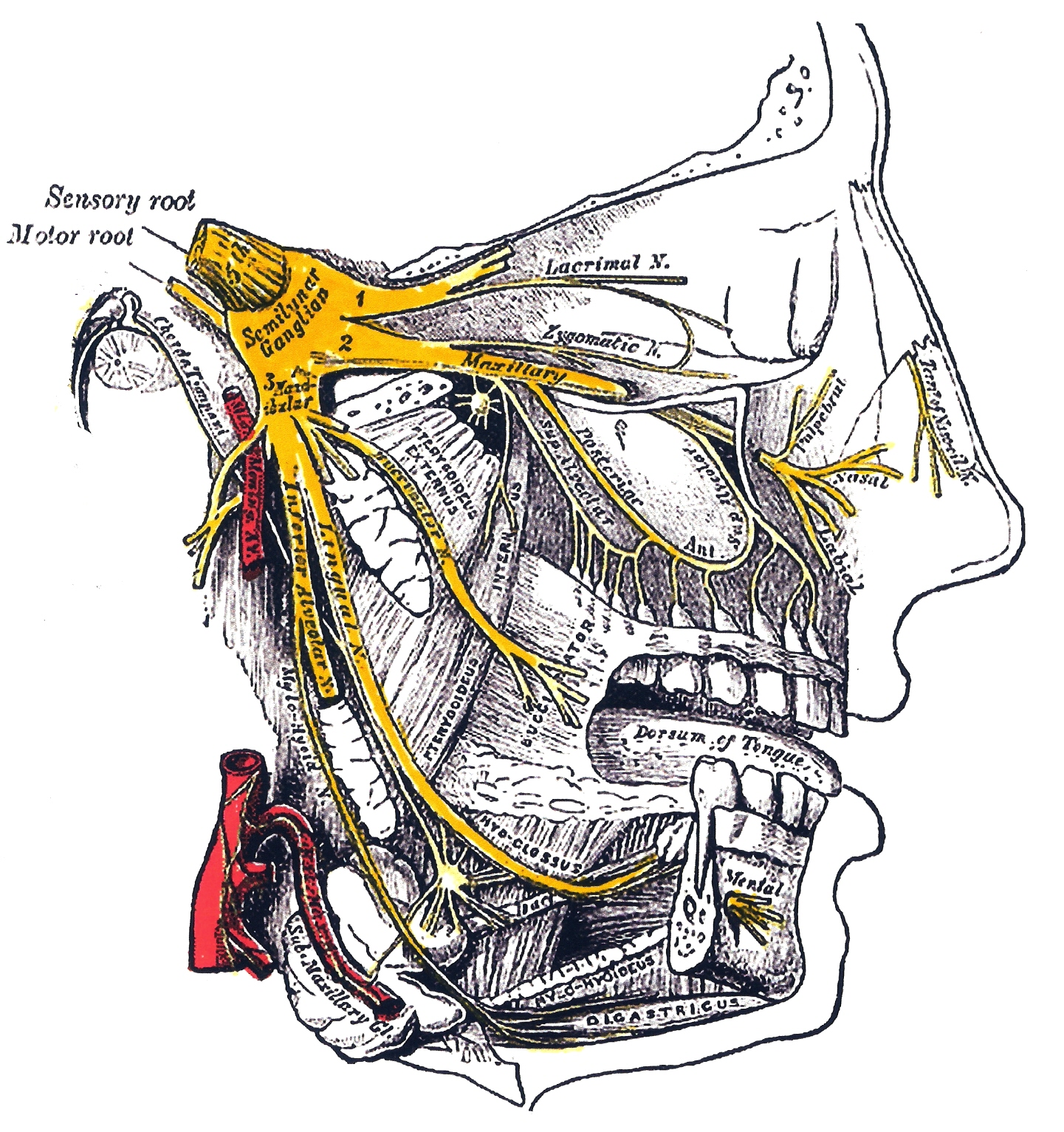
Nervus trigeminus leitet Signale vom Gaumen an das Gehirn

Kältekopfschmerz (auch englisch ice cream headache ‚Eiscreme-Kopfschmerz‘, englisch brain freeze ‚Hirnfrost, Hirnvereisung‘, englisch freezie, englisch frozen brain syndrome ‚Gefrorenes Gehirn-Syndrom‘) ist ein durch kalte Speisen oder Getränke ausgelöster Kopfschmerz. Einem Editorial aus dem British Medical Journal zufolge kennt jeder dritte Mensch den Sekunden nach dem Eisessen einschießenden stechenden Schmerz, der in der Regel nach 30 Sekunden sein Maximum erreicht und dann ebenso schnell wieder nachlässt. Auch durch Eintauchen des Gesichts in sehr kaltes Wasser lässt er sich provozieren.
Ob Migränepatienten ihn häufiger spüren, ist umstritten. Möglicherweise wird der Schmerz durch einen plötzlichen Kältereiz am Gaumen provoziert. Die Ursache wird in einer kälteinduzierten Verengung der Blutgefäße gesehen. Dopplersonographisch ließ sich in Einzelfällen zeigen, dass die Durchblutung der mittleren Hirnarterie bei Betroffenen abnahm. Eine Abkühlung des Schädelinneren würde wesentlich langsamer eintreten und spielt vermutlich keine Rolle. Eine 2012 präsentierte Studie deutet dagegen darauf hin, dass das Gehirn durch eine Erweiterung der Hauptarterie die Blutzufuhr erhöht, um sich vor Abkühlung zu schützen, und der Schmerz durch die resultierende Druckzunahme in den anderen Gefäßen im Gehirn entsteht.
Es gibt zahlreiche Hausmittel gegen den Schmerz, deren Wirksamkeit allerdings nicht nachgewiesen ist. Berichten zufolge kann es helfen, wenn man den Gaumen mit der Zunge berührt, um dort zusätzliche Wärme zu erzeugen, oder langsam lauwarmes Wasser zu trinken. Den Kopf auf die Seite zu legen kann auch helfen. Der Schmerz kann überdies vermieden werden, indem man kalte Nahrungsmittel langsamer zu sich nimmt und so der natürlichen Wiedererwärmung der Mundhöhle immer wieder Zeit gibt oder einfach eine Berührung mit dem Gaumen möglichst weitgehend vermeidet.